# Roberta
Roberta este un film românesc din 2000 regizat de Vali Hotea. Rolurile principale au fost interpretate de actorii Șerban Ionescu, Ilinca Goia, Vladimir Găitan.

## Distribuție
Distribuția filmului este alcătuită din:
- Alexandru Georgescu
- Ileana Cernat
- Șerban Ionescu
- Dorina Lazăr
- Elvira Deatcu
- Ilinca Goia — Roberta
- Mirela Gorea
- Emil Hoștină
- Maria Teslaru
- Doru Ana
- Ilinca Tomoroveanu
- Ilie Gheorghe
- Dumitru Chesa
- Vladimir Găitan